# Nicolas Aubé-Kubel
Nicolas Aubé-Kubel, född 10 maj 1996, är en kanadensisk professionell ishockeyforward som spelar för Buffalo Sabres i NHL. Han har tidigare spelat för Philadelphia Flyers, Colorado Avalanche, Toronto Maple Leafs och Washington Capitals. Han draftades av Flyers i andra rundan som 48:e spelare totalt vid NHL Entry Draft 2014. Aubé-Kubel vann Stanley Cup med Avalanche 2022.

## Statistik

### Klubbkarriär
| 2012–13    | Val-d'Or Foreurs       | QMJHL      | 64  | 10 | 17 | 27 | 26  | 10 | 1 | 0  | 1  | 8  |
| 2013–14    | Val-d'Or Foreurs       | QMJHL      | 65  | 22 | 31 | 53 | 61  | 24 | 4 | 9  | 13 | 20 |
| 2014–15    | Val-d'Or Foreurs       | QMJHL      | 61  | 38 | 42 | 80 | 81  | 17 | 5 | 10 | 15 | 22 |
| 2015–16    | Val-d'Or Foreurs       | QMJHL      | 61  | 38 | 46 | 84 | 71  | 6  | 3 | 0  | 3  | 12 |
| 2015–16    | Lehigh Valley Phantoms | AHL        | 6   | 2  | 1  | 3  | 6   | —  | — | —  | —  | —  |
| 2016–17    | Lehigh Valley Phantoms | AHL        | 71  | 9  | 9  | 18 | 55  | 4  | 0 | 0  | 0  | 0  |
| 2017–18    | Lehigh Valley Phantoms | AHL        | 72  | 18 | 28 | 46 | 86  | 10 | 0 | 0  | 0  | 8  |
| 2018–19    | Lehigh Valley Phantoms | AHL        | 54  | 16 | 14 | 30 | 69  | —  | — | —  | —  | —  |
| 2018–19    | Philadelphia Flyers    | NHL        | 9   | 0  | 0  | 0  | 0   | —  | — | —  | —  | —  |
| 2019–20    | Lehigh Valley Phantoms | AHL        | 26  | 5  | 3  | 8  | 20  | —  | — | —  | —  | —  |
| 2019–20    | Philadelphia Flyers    | NHL        | 36  | 7  | 8  | 15 | 19  | 13 | 2 | 1  | 3  | 8  |
| 2020–21    | Philadelphia Flyers    | NHL        | 50  | 3  | 9  | 12 | 44  | —  | — | —  | —  | —  |
| 2021–22    | Philadelphia Flyers    | NHL        | 7   | 0  | 1  | 1  | 6   | —  | — | —  | —  | —  |
| 2021–22    | Colorado Avalanche     | NHL        | 67  | 11 | 11 | 22 | 41  | 14 | 0 | 0  | 0  | 4  |
| 2022–23    | Toronto Maple Leafs    | NHL        | 6   | 0  | 0  | 0  | 4   | —  | — | —  | —  | —  |
| 2022–23    | Washington Capitals    | NHL        | 47  | 4  | 8  | 12 | 46  | —  | — | —  | —  | —  |
| 2023–24    | Hershey Bears          | AHL        | 11  | 1  | 2  | 3  | 4   | —  | — | —  | —  | —  |
| 2023–24    | Washington Capitals    | NHL        | 60  | 6  | 10 | 16 | 23  | 3  | 0 | 0  | 0  | 2  |
| NHL totalt | NHL totalt             | NHL totalt | 282 | 31 | 47 | 78 | 183 | 30 | 2 | 1  | 3  | 14 |

### Internationellt
| År            | Lag           | Turnering     | Resultat      |   | Matcher | Mål | Assist | Poäng | Utv |
| ------------- | ------------- | ------------- | ------------- | - | ------- | --- | ------ | ----- | --- |
| 2013          | Canada Quebec | U17           | 4:a           | 6 | 4       | 4   | 8      | 20    |     |
| Junior totalt | Junior totalt | Junior totalt | Junior totalt | 6 | 4       | 4   | 8      | 20    |     |